# Dent du Crocodile
La dent du Crocodile, qui culmine à 3 640 mètres d'altitude, est l'une des aiguilles de Chamonix dans le massif du Mont-Blanc. Elle se situe entre l'aiguille du Plan et la dent du Caïman.

## Alpinisme
La première ascension est réalisée le 31 mai 1904 par Émile Fontaine avec les guides Joseph Ravanel et Édouard Charlet.
La dent du Crocodile est généralement gravie lors de la traversée des aiguilles de Chamonix.
L'arête Est, gravie par Pierre Allain, Jean et Raymond Leininger les 29 et 30 juillet 1937, est la no 68 des 100 plus belles courses du massif du Mont-Blanc de Gaston Rébuffat.